# 斜方十二・十二面体
斜方十二・十二面体（しゃほうじゅうに・じゅうにめんたい、Rhombidodecadodecahedron）とは、一様多面体の一種である。大十二面体（または小星型十二面体）の面を離し、辺と辺の間を正方形で、頂点の間を星型五角形（小星型十二面体の場合は正五角形）で埋めた図形である。

## 性質
- 構成面： 正方形30枚、正五角形12枚、正5/2角形12枚
- 辺： 120
- 頂点： 60
- 頂点形状： 4, 5/2, 4, 5
- シュレーフリ記号: rr{5/2,5}
- ワイソフ記号： 5/2 5 | 2
- 枠： 切頂二十面体の正六角形を、隣り合う辺の長さが{\displaystyle 1:{\frac {{\sqrt {5}}-1}{2}}}の六角形に変更したもの。
- 双対： 中凧形六十面体（英語版）

## 同じ枠を持つ立体
- 二十・十二・十二面体
- 斜方二十面体
- 10個のアルキメデスの三角柱による複合多面体
- 20個のアルキメデスの三角柱による複合多面体